# Juan Páez de Castro
Juan Páez de Castro "Paccius" (Quer, Guadalajara; circa 1510 – ibídem, marzo de 1570) fue un jesuita, filósofo y humanista español.

## Biografía
Estudió en Alcalá, Salamanca y Bolonia y acompañó a Diego Hurtado de Mendoza a Roma. Allí se ordenó sacerdote en 1547. Como consejero de Hurtado viajó por Italia y los Países Bajos y Carlos I de España lo nombró cronista oficial y muy poco después, en 1555, capellán real. Fue amigo de Florián de Ocampo y de Ambrosio Morales y mantuvo un epistolario con el historiador Jerónimo Zurita. 
Conocía perfectamente el griego, el latín, el italiano y el árabe y fue un humanista bibliófilo e infatigable perseguidor de códices manuscritos para sí mismo y para otros, por ejemplo, para el citado humanista y poeta Diego Hurtado de Mendoza, de gustos muy semejantes a los suyos, y para el obispo de Burgos Francisco de Mendoza; los suyos los colacionó, enmendó y comentó copiosamente, aunque ninguno de esos trabajos llegó a alcanzar la imprenta. Llegó a reunir una impresionante colección, con algunas joyas como De las embajadas del emperador bizantino Constantino VII, más conocido como Constantino Porfirogéneta, o el Cronicón del monje Jorge. 
Asistió a las jornadas del Concilio de Trento también con Diego Hurtado de Mendoza, cuyos manuscritos griegos conoció y estudió, de forma que pudo completar su formación de primera mano leyendo a Aristóteles, Platón y otros filósofos griegos que tradujo al español. En una academia aristotélica formada por asistentes al Concilio dio conferencias en que señaló su predilección hacia las doctrinas del Estagirita. Corrigió el texto de la edición aldina (o de Aldo Manuzio) de Aristóteles con ayuda de los manuscritos de su amigo Diego Hurtado durante su estancia en Trento y colaboró en la traducción de la Mechánica de Aristóteles que hizo el propio Diego Hurtado. Proporcionó al doctor Andrés Laguna el "antiquísimo códice griego" que este utilizó en la edición del famoso tratado farmacológico de Pedacio Dioscórides Anazarbeo (1554). Con criterios muy modernos, comprendió el valor de los escolios y de la tradición indirecta.
Suya fue la idea de hacer una monumental biblioteca que recogiera todo lo que de interés se pudiese alegar y compuso sobre ello desde Bruselas en 1556 un memorial «Sobre la utilidad de juntar una buena biblioteca» que dirigió a Felipe II cuando este advino al trono. A partir de 1560 recopiló datos para componer una Historia de España. Se conserva del ilustre humanista una interesante y copiosa correspondencia (1554-1556), de la que se infiere que estaba bajo la protección de poderosos valedores, como Granvela, el caballero flamenco Guillaume Van Male (al que conoció en el Concilio de Trento), el cardenal Francisco de Mendoza y Bobadilla y el comendador mayor Luis de Ávila.
En 1559 abandonó la Corte. Tras un viaje a Italia (en agosto y septiembre de 1559 estaba de nuevo en Roma) regresó a España a finales de año y residió en su pueblo natal de Quer hasta su muerte. Nombró heredero a Felipe II y a su muerte este rey ordenó adquirir sus libros para la Biblioteca Laurentina y guardó otros en su poder. De todas formas, su colección se conserva en la actualidad dispersa por las principales bibliotecas históricas de España: El Escorial, la BNE, la Biblioteca Marqués de Valdecilla, la Biblioteca Histórica de la Universidad Complutense o la Biblioteca Histórica de Salamanca.
En sus primeros años al servicio del rey escribió una traducción al castellano de la Odisea de Homero que quedó inédita. Se le atribuye un Discurso sobre las cualidades que un Consejero del Rey ha de tener.

## Obras
- "Memorial sobre la utilidad de juntar una buena biblioteca" (Biblioteca del Escorial, MSS. &-II-15, ff. 190-195). El manuscrito autógrafo fue descubierto Antonio Blas Nasarre, bibliotecario mayor del Monasterio de El Escorial, en 1749. Editado por Gonzalo Santonja con introducción de Gregorio Salvador, Valladolid, Consejería de Educación y Cultura, 2003.
- “Memorial de las cosas necesarias para escribir la historia”, en Teodoro Martín, Vida y obra de Juan Páez de Castro, Guadalajara, Institución Provincial de Cultura “Marqués de Santillana”, 1990.
- Traducción inédita de La Odisea de Homero.
- Epistolario 1554-1556.